# Jim Baxter
James Curran Baxter, detto Jim (Hill O'Beath, 29 settembre 1939 – Glasgow, 14 aprile 2001), è stato un calciatore britannico, di ruolo centrocampista.
È considerato uno dei più grandi giocatori della storia del calcio scozzese. Nato e cresciuto a Fife, ha iniziato la sua carriera professionistica al Raith Rovers prima di trasferirsi alla squadra di Glasgow, il Rangers, con un trasferimento record nel 1960. "Slim Jim" ha aiutato i Rangers a vincere dieci trofei tra il 1960 e il 1965.
Iniziò a bere pesantemente durante quattro mesi di inattività causata da una frattura della gamba nel dicembre del 1964: la sua forma fisica calò, e venne ceduto al Sunderland nell'estate del 1965. Nell'arco di due anni e mezzo al Sunderland divenne conosciuto per ubriacarsi sino a perdere i sensi la notte prima di una partita e poi giocare bene il giorno successivo. Alla fine del 1967 il Sunderland lo cedette al Nottingham Forest, che gli concesse il trasferimento gratuito al Rangers nel 1969, dopo 50 partite. Un anno dopo Baxter si ritirò dal calcio, a 31 anni.
Dal 1961 al 1967 è stato un membro di spicco della Nazionale scozzese che perse con l'Inghilterra solo nel 1965, poco dopo il recupero dalla frattura alla gamba di Baxter. Baxter disse che la sua migliore prestazione internazionale fu la vittoria per 2-1 contro l'Inghilterra nel 1963, quando segnò due gol dopo che la Scozia rimase con 10 giocatori per un infortunio.
Dopo essersi ritirato dal calcio diventò gestore di un pub e continuò a bere, danneggiando il suo fegato così tanto da aver bisogno di due trapianti all'età di 55 anni, dopo aver giurato di non prendere più alcolici. Baxter era anche dedito al gioco d'azzardo e si stima abbia perso tra le £ 250.000 e le £ 500.000. Dopo la sua morte, avvenuta per un cancro al pancreas nel 2001, il suo funerale si è tenuto nella Cattedrale di Glasgow, dove Gordon Brown ha effettuato una delle letture. Nel 2003 fu eretta una statua in suo onore alla sua città natale, Hill of Beath.

## Biografia
Dopo essersi trasferito a Glasgow, Baxter divenne un noto donnaiolo. Una volta ebbe a dire: «Un giorno ero un giocatore del Raith Rovers che cercava di rimorchiare al Cowdenbeath Palais, ed il giorno dopo ero a Glasgow e le ragazze si gettavano su di me. C'è stato certamente un cambiamento e io non me lo sono lasciato sfuggire». Nel 1965 si sposò con Jean Ferguson, una parrucchiera, e la coppia ebbe due figli, Alan e Steven. Il suo matrimonio con Jean terminò nel 1981, quando i due divorziarono. Ferguson sposò il golfista William McCondichie tre anni dopo. Nel 1983, Baxter ebbe una relazione con Norma Morton, e la coppia rimase insieme fino alla morte di lui, nel 2001.
I suoi cugini Andy e George Kinnell furono entrambi calciatori professionisti, ed il secondo fu suo compagno di squadra al Sunderland e al Vancouver Royals.
Baxter non si curava del settarismo che segnava la rivalità tra due squadre di Glasgow. I suoi amici più cari erano i giocatori del Celtic Billy McNeill, Pat Crerand e Mike Jackson, a dispetto della regola non scritta della old firm per cui i giocatori delle due squadre non devono fraternizzare.
Come altri giocatori di rilievo del calcio britannico del tardo XX secolo, Baxter bevve alcolici a dismisura. ed era uso consumare tre Bacardi al giorno. Il suo compagno di squadra scozzese Dave Mackay gli consigliò, senza successo, di allenarsi più duramente e di vivere in modo più sensato. Baxter spesso beveva il giorno prima delle partite, ma questo non condizionava le sue prestazioni. Dopo il ritiro dal calcio Baxter è diventato gestore di un pub, una carriera inadatta per chi ha avuto problemi con l'alcool. A 55 anni ebbe bisogno di due trapianti di fegato in quattro giorni, e quindi ha promesso di smettere di bere.
L'altra sua dipendenza è stato il gioco d'azzardo, a causa del quale ha perso £ 500.000 secondo la sua stima personale e £ 250.000 secondo altre stime. Successivamente, alla domanda se gli enormi redditi dei calciatori facessero la differenza rispetto al calcio della sua epoca, lui rispose: «Sì, avrei scommesso £ 50.000 a settimana sui cavalli invece di £ 100.»
Nel febbraio 2001 gli fu diagnosticato un carcinoma del pancreas, e morì nella sua casa in South Side di Glasgow il 14 aprile 2001, sotto le cure della compagna Norma e dei figli Alan e Steven al suo capezzale. Il suo funerale si tenne nella Cattedrale di Glasgow, e vi partecipò anche Gordon Brown, da molto tempo tifoso del Raith Rovers, squadra dove Baxter ha iniziato la sua carriera.

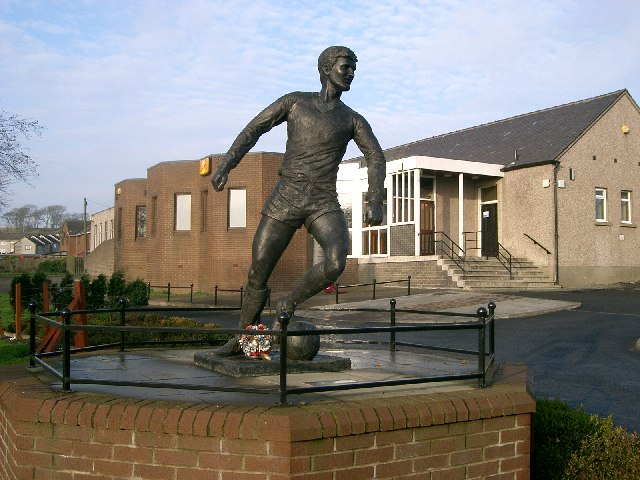
Statua di Baxter nella sua città natale, Hill O'Beath, con la palla sul suo piede sinistro

Alex Ferguson ha descritto Baxter come «senza dubbio il miglior giocatore con il miglior stile di gioco nel calcio scozzese» e «il più grande giocatore con cui io abbia mai giocato. Aveva sensibilità nei piedi, l'equilibrio, la visione di gioco e proprio questa aura meravigliosa...» L'allenatore dei Rangers Willie Waddell ha detto: «Jim era il miglior mediano sinistro mai prodotto dai Rangers». Jimmy Johnstone, che ha giocato per i grandi rivali del Celtic, ha detto poco dopo la morte di Baxter: «Era un grande uomo e un genio del pallone.» Dopo la prestazione di Baxter nel 1963 nel la partita "Resto del mondo" contro Inghilterra, Ferenc Puskás chiese: "Dove si era nascosto tutto questo tempo?" Aveva un carattere deciso e uno stile di vita sregolato che gli alienarono le simpatie di molti tifosi, in particolare sulla sponda opposta, quella del Celtic.
Baxter è un membro della Hall of Fame dei Rangers, e uno dei primi 50 inseriti nella Scottish Sporting Hall of Fame quando fu creata nel 2005. Nel 2004 è stato anche inserito nella Scottish Football Hall of Fame.
Ha giocato la miglior parte della sua carriera quando era poco più che ventenne, prima della sua frattura alla gamba del dicembre del 1964, e prima del suo alcolismo che rese il soprannome "Slim Jim" meno calzante.
Baxter ha attirato l'attenzione grazie al suo gioco elegante, controllando il gioco con una "arte senza fretta" e ha rifiutato di conformarsi allo stile altamente efficiente che dominava il calcio inglese o l'energico stile fisico che era tipico dei Rangers a quel tempo. Descrisse il suo approccio così: «trattare la palla come una donna. Bisogna coccolarla, accarezzarla un pochino, prendersi il tempo necessario, e poi avere la risposta desiderata.» Anche se i Rangers insistettero sul fatto che i giocatori dovessero mettere la maglia completamente nei pantaloncini, Baxter lasciò sempre parte della sua maglia sul suo fianco sinistro. Fu anche considerato un jolly in campo, per la sua abilità nel ricoprire vari ruoli.
La Tartan Army tentò senza successo di far intitolare a lui la passerella dello stadio di Wembley, e il 24 febbraio 2005 il deputato del Partito Nazionale Scozzese Pete Wishart presentò una mozione alla Camera dei Comuni a sostegno di questa campagna.
Nel 2003 è stata eretta una statua di Baxter nella sua città natale, Hill of Beath, dopo una campagna che ha raccolto £ 80.000.

## Caratteristiche tecniche
Baxter si impose come uno dei più abili centrocampisti degli anni sessanta. Dotato di un affinato controllo di palla, Baxter era noto per la sua capacità di sollevare il morale di una squadra, per la sua buona visione tattica e per essere un jolly. Era anche conosciuto per i precisi passaggi, per disorientare gli avversari con finte di corpo e per la capacità di ispirare i compagni di squadra con il suo approccio sicuro.

## Carriera

### Club

#### Primi anni
Baxter è nato a Hill of Beath, in Scozia, il 29 settembre 1939; lì ha studiato e iniziato la sua carriera. Dopo aver lasciato la scuola trascorse otto mesi come apprendista ebanista, e poi lavorò come minatore di carbone.
Il suo ex preside, James Carmichael, si interessò agli ex-allievi e incoraggiò Baxter ad unirsi alla squadra locale dell'Halbeath Juveniles. Successivamente Baxter andò a giocare per la squadra giovanile del Fife, il Crossgates Primrose, grazie al talent scout Willie Butchart, che se lo assicurò per la somma di £ 2,50. Dopo essersi trasferito al Raith Rovers nel 1957, disse, riguardo al periodo trascorso con i due club del Fife: «non ce l'avrei mai fatta nelle circostanze attuali. Avevo bisogno di bastardi come Carmichael, Buckard, Ferrier, Herdsman e McNaught. Con giocatori giovani mi bastava semplicemente dirgli di non rompere e portare tutto il loro talento altrove. Devo tanto a loro.»

#### Raith Rovers
All'età di 18 anni Baxter divenne un giocatore del Raith Rovers, ingaggiato dall'allenatore Bert Herdman nel 1957 con un contratto da semi-professionista. Nonostante il suo atteggiamento altezzoso, dimostrava gran confidenza col pallone. Durante la sua permanenza a Stark's Park venne convocato per la rappresentativa Under-23. Nel 1958 riuscì nell'impresa di battere la sua futura squadra, i Rangers, con il risultato di 3-1.

#### Rangers
Nel giugno del 1960 si trasferì alla squadra di Glasgow dei Rangers per £ 17.500, somma record per l'epoca.
Durante le sue prime due stagioni all'Ibrox fece due anni di Servizio Nazionale come soldato Black Watch.

Baxter all'inizio giocò per i Rangers come interno sinistro, ma ben presto si affermò come mediano sinistro

Baxter ha giocato per il Rangers dal 1960 al 1965, principalmente come esterno sinistro offensivo. In questo periodo la sua squadra ha vinto il campionato scozzese nel 1961, 1963 e 1964, e la Coppa di Scozia nel 1964. I tifosi dei Rangers lo ricordano come "Slim Jim" per la sua corporatura esile, e in 18 "derby della Old Firm" (dieci di Scottish League, cinque Coppa di Lega scozzese e tre partite di Coppa di Scozia) ha perso solamente due volte. Il suo primo incontro con la maglia dei Rangers è stato nell'agosto del 1960 giocò come interno sinistro contro il Partick Thistle nella Coppa di Lega scozzese. Il suo primo gol con i Rangers arrivò nel novembre del 1960, contro il Clyde, e nello stesso mese segnò un gol nella vittoria del Rangers per 8-0 con la squadra tedesca del Borussia Mönchengladbach. Nel 1961 Baxter fece parte della squadra dei Rangers che arrivò nella prima finale di Coppa delle Coppe, nella doppia sfida che gli scozzesi persero con un 4-1 complessivo dalla Fiorentina.
Secondo Tam Dalyell nel dicembre 1964 Baxter giocò brillantemente e fu protagonista di una vittoria dei Rangers per 2-0 in un match esterno contro il Rapid Vienna in Coppa dei Campioni; alla fine della partita si ruppe la gamba e non poté giocare per quattro mesi. Iniziò a bere molto durante questo periodo, e questo peggiorò la sua forma fisica.
Scot Symon, l'allenatore dei Rangers che fece arrivare Baxter nel 1960, disse che i giorni migliori di Baxter erano passati, e venne ceduto nel maggio del 1965.

#### Sunderland, Nottingham Forest e ritorno al Rangers
Baxter passò al Sunderland per £ 72.500, cifra che stabilì nuovamente un record. Giocò 98 partite per il Sunderland, segnando 12 gol; 87 partite e 10 reti furono in First Division.
Nell'estate 1967 con il Sunderland disputò il campionato nordamericano organizzato dalla United Soccer Association: accadde infatti che tale campionato fu disputato da formazioni europee e sudamericane per conto delle franchigie ufficialmente iscritte al campionato, che per ragioni di tempo non avevano potuto allestire le proprie squadre. Il Sunderland rappresentò i Vancouver Royal Canadians, che conclusero la Western Division al quinto posto finale.
Nel dicembre 1967 il Sunderland cedette Baxter al Nottingham Forest per £ 100.000. In questo periodo strinse amicizia con il giocatore di cricket Sobers Gary. Dopo aver giocato 48 partite per il Nottingham, nel 1969, Baxter venne ceduto gratuitamente.
Nel 1969 Baxter tornò al Rangers. Il suo ritorno fu breve e si ritirò dal calcio nel 1970, a 31 anni, poiché venne ritenuto non più all'altezza della massima divisione dall'allenatore Jock Wallace. A fine carriera aveva totalizzato 254 presenze con i Rangers, avendo vinto tre campionati scozzesi, tre Coppe e quattro Coppe di Lega.

### Nazionale
Negli anni sessanta Baxter scese in campo 34 volte con la nazionale scozzese, che comprendeva Billy McNeill, Pat Crerand, John Anderson White, Dave Mackay, Denis Law e John Greig. Nelle sue presenze internazionali segnò tre gol; la Scozia, con lui in campo, vinse 21 gare, ne pareggiò 3 e ne perse 10. Fece il suo debutto internazionale nel novembre del 1961, quando la Scozia vinse contro l'Irlanda del Nord. In precedenza, nel 1961 in Scozia venne sconfitta 9-3 dall'Inghilterra a Wembley, e nell'aprile del 1962 Baxter e Crerand giocarono brillantemente, aiutando la Scozia a prendersi una rivincita, vincendo 2-0.
Secondo molti critici, le sue due migliori prestazioni furono quelle contro l'Inghilterra nel 1963 e nel 1967. Baxter considerò la sua performance del 1963 la migliore delle due. Nella partita del 1963 a Wembley i giocatori scozzesi erano rimasti in 10 quando il terzino sinistro Eric Caldow si ruppe una gamba in un contrasto (le sostituzioni non erano ancora permesse). Baxter portò la Scozia alla vittoria per 2-1, segnando entrambi i gol, di cui il primo su calcio di rigore (il primo battuto da Baxter) per un fallo dell'inglese Willie Henderson. Bobby Moore disse che quella squadra fu la migliore mai messa in campo in Scozia.
L'anno successivo in Scozia, ispirando nuovamente i suoi compagni, Baxter batté 1-0 l'Inghilterra. Nel 1966, sedici mesi dopo la rottura della sua gamba, Baxter non era più in grado di aiutare i suoi compagni di squadra, e la Scozia perse 4-3 in Inghilterra.
Nel 1967 nel Torneo Interbritannico Baxter fornì una prestazione molto positiva ma controversa per la Scozia, contro l'Inghilterra che aveva appena vinto la Coppa del Mondo nel 1966, facendo dei numeri con la palla tra i piedi, in attesa che i compagni di squadra prendessero buone posizioni in campo.
Alcuni critici considerarono l'umiliazione degli avversari un valido obiettivo, mentre altri lo ritennero infantile e pensarono che la Scozia potesse riuscire ad ottenere una vittoria più ampia anziché un 3-2.
Il compagno di squadra Denis Law disse che Baxter era «il miglior giocatore in campo» e che fu la ragione principale per la vittoria degli scozzesi, ma lamentando il fatto che la Scozia non era riuscita ad ottenere una vera rivincita dopo il 9-3 subito dall'Inghilterra. Alex Ferguson disse della prestazione di Baxter: «avrebbe potuto essere messo in musica». La Scozia fu la prima squadra a battere l'Inghilterra dopo i mondiali del 1966, e in virtù di questo gli scozzesi vennero proclamati campioni del mondo non ufficiali.
Nel mese di ottobre del 1963 giocò nel "Resto del mondo" in una partita contro l'Inghilterra per celebrare il centenario della Federazione calcistica dell'Inghilterra. Entrò nel secondo tempo, e la sua performance gli guadagnò l'ammirazione di Ferenc Puskás. Tuttavia l'Inghilterra vinse la partita per 2-1.
Durante la sua carriera da giocatore, Baxter non riuscì mai a qualificarsi a un Mondiale. L'opinione pubblica scozzese criticò i propri giocatori, contestandoli perché giocavano in campionati esteri. Battere l'Inghilterra era molto importante per gli scozzesi. Negli anni 1960 e 1961, quando Baxter giocò in tutte le partite di qualificazione per la Coppa del Mondo 1962, gli scozzesi conclusero al primo posto a pari punti con la cecoslovacchi nel loro girone di qualificazione, perdendo però i play-off con la stessa Cecoslovacchia, poi finalista nel mondiale con il Brasile. Quattro anni più tardi Baxter giocò solo in due delle partite per la qualificazione ai mondiali del 1966, prima di rompersi una gamba contro il Rapid Vienna. Scozia concluse il loro girone di qualificazione al secondo posto, dietro l'Italia. Negli anni 1968 e 1969 non è stato selezionato per giocare in nessuna partita valida per le qualificazioni al campionato mondiale di calcio 1970.

## Statistiche

### Presenze e reti nei club
| Stagione                 | Squadra                   | Campionato               | Campionato | Campionato | Coppe nazionali | Coppe nazionali | Coppe nazionali | Coppe continentali | Coppe continentali | Coppe continentali | Altre coppe | Altre coppe | Altre coppe | Totale | Totale |
| Stagione                 | Squadra                   | Comp                     | Pres       | Reti       | Comp            | Pres            | Reti            | Comp               | Pres               | Reti               | Comp        | Pres        | Reti        | Pres   | Reti   |
| ------------------------ | ------------------------- | ------------------------ | ---------- | ---------- | --------------- | --------------- | --------------- | ------------------ | ------------------ | ------------------ | ----------- | ----------- | ----------- | ------ | ------ |
| 1957-1958                | Raith Rovers              | SDO                      | ?          | ?          | SC + SLC        | ?               | ?               | -                  | -                  | -                  | -           | -           | -           | ?      | ?      |
| 1958-1959                | Raith Rovers              | SDO                      | ?          | ?          | SC + SLC        | ?               | ?               | -                  | -                  | -                  | -           | -           | -           | ?      | ?      |
| 1959-1960                | Raith Rovers              | SDO                      | ?          | ?          | SC + SLC        | ?               | ?               | -                  | -                  | -                  | -           | -           | -           | ?      | ?      |
| Totale Raith Rovers      | Totale Raith Rovers       | Totale Raith Rovers      | 62         | 3          |                 | ?               | ?               | -                  | -                  | -                  |             | -           | -           | ?      | ?      |
| 1960-1961                | Rangers                   | SDO                      | 27         | 1          | SC + SLC        | 2+10            | 0               | CC                 | 8                  | 1                  | -           | -           | -           | 47     | 2      |
| 1961-1962                | Rangers                   | SDO                      | 29         | 2          | SC + SLC        | 5+11            | 0               | CC                 | 6                  | 1                  | -           | -           | -           | 46     | 3      |
| 1962-1963                | Rangers                   | SDO                      | 32         | 5          | SC + SLC        | 7+9             | 0               | CdC                | 4                  | 0                  | -           | -           | -           | 52     | 5      |
| 1963-1964                | Rangers                   | SDO                      | 26         | 4          | SC + SLC        | 6+10            | 0               | CC                 | 2                  | 0                  | -           | -           | -           | 44     | 4      |
| 1964-1965                | Rangers                   | SDO                      | 22         | 6          | SC + SLC        | 1+10            | 0+2             | CC                 | 5                  | 0                  | -           | -           | -           | 38     | 8      |
| 1965-1966                | Sunderland                | FD                       | 35         | 7          | FA + FLC        | 1+2             | 0               | -                  | -                  | -                  | -           | -           | -           | 38     | 7      |
| 1966-1967                | Sunderland                | FD                       | 36         | 3          | FA + FLC        | 5+1             | 2+0             | -                  | -                  | -                  | -           | -           | -           | 42     | 5      |
| giu. - dic. 1967         | Sunderland                | FD                       | 16         | 0          | FLC             | 2               | 0               |                    | -                  | -                  | -           | -           | -           | 18     | 0      |
| Totale Sunderland        | Totale Sunderland         | Totale Sunderland        | 87         | 10         |                 | 6+5             | 2+0             |                    | -                  | -                  |             | -           | -           | 98     | 12     |
| 1967                     | Vancouver Royal Canadians | USA                      | 12         | 2          |                 |                 |                 |                    |                    |                    |             |             |             |        |        |
| 1967-1968                | Nottingham Forest         | FD                       | ?          | 2          | FA + FLC        | ?               | ?               | CdF                | ?                  | ?                  | -           | -           | -           | ?      | ?      |
| 1968-1969                | Nottingham Forest         | FD                       | ?          | 1          | FA + FLC        | ?               | ?               | -                  | -                  | -                  | -           | -           | -           | ?      | ?      |
| Totale Nottingham Forest | Totale Nottingham Forest  | Totale Nottingham Forest | 48         | 3          |                 | ?               | ?               |                    | ?                  | ?                  |             | -           | -           | ?      | ?      |
| 1969-1970                | Rangers                   | SDO                      | 14         | 1          | SLC             | 4               | 0               | CC                 | 4                  | 1                  | -           | -           | -           | 22     | 2      |
| Totale Rangers           | Totale Rangers            | Totale Rangers           | 150        | 19         |                 | 21 + 54         | 0 + 2           |                    | 29                 | 3                  |             | -           | -           | 266    | 25     |
| Totale carriera          | Totale carriera           | Totale carriera          | 359        | 37         |                 | ?               | ?               |                    | ?                  | ?                  |             | ?           | ?           | ?      | ?      |

### Cronologia presenze e reti in nazionale
| Cronologia completa delle presenze e delle reti in nazionale ― Scozia | Cronologia completa delle presenze e delle reti in nazionale ― Scozia | Cronologia completa delle presenze e delle reti in nazionale ― Scozia | Cronologia completa delle presenze e delle reti in nazionale ― Scozia | Cronologia completa delle presenze e delle reti in nazionale ― Scozia | Cronologia completa delle presenze e delle reti in nazionale ― Scozia | Cronologia completa delle presenze e delle reti in nazionale ― Scozia | Cronologia completa delle presenze e delle reti in nazionale ― Scozia |
| Data                                                                  | Città                                                                 | In casa                                                               | Risultato                                                             | Ospiti                                                                | Competizione                                                          | Reti                                                                  | Note                                                                  |
| --------------------------------------------------------------------- | --------------------------------------------------------------------- | --------------------------------------------------------------------- | --------------------------------------------------------------------- | --------------------------------------------------------------------- | --------------------------------------------------------------------- | --------------------------------------------------------------------- | --------------------------------------------------------------------- |
| 9-11-1960                                                             | Glasgow                                                               | Scozia                                                                | 5 – 2                                                                 | Irlanda del Nord                                                      | Torneo Interbritannico                                                | -                                                                     |                                                                       |
| 3-5-1961                                                              | Glasgow                                                               | Scozia                                                                | 4 – 1                                                                 | Irlanda                                                               | Qual. Mondiali 1962                                                   | -                                                                     |                                                                       |
| 7-5-1961                                                              | Dublino                                                               | Irlanda                                                               | 0 – 3                                                                 | Scozia                                                                | Qual. Mondiali 1962                                                   | -                                                                     |                                                                       |
| 14-5-1961                                                             | Bratislava                                                            | Cecoslovacchia                                                        | 4 – 0                                                                 | Scozia                                                                | Qual. Mondiali 1962                                                   | -                                                                     |                                                                       |
| 29-9-1961                                                             | Glasgow                                                               | Scozia                                                                | 3 – 2                                                                 | Cecoslovacchia                                                        | Qual. Mondiali 1962                                                   | -                                                                     |                                                                       |
| 29-11-1961                                                            | Bruxelles                                                             | Cecoslovacchia                                                        | 2 – 2                                                                 | Scozia                                                                | Qual. Mondiali 1962                                                   | -                                                                     |                                                                       |
| 7-10-1961                                                             | Belfast                                                               | Irlanda del Nord                                                      | 1 – 6                                                                 | Scozia                                                                | Torneo Interbritannico                                                | -                                                                     |                                                                       |
| 8-9-1961                                                              | Glasgow                                                               | Scozia                                                                | 2 – 0                                                                 | Galles                                                                | Torneo Interbritannico                                                | -                                                                     |                                                                       |
| 14-4-1962                                                             | Glasgow                                                               | Scozia                                                                | 2 – 0                                                                 | Inghilterra                                                           | Torneo Interbritannico                                                | -                                                                     |                                                                       |
| 2-5-1962                                                              | Glasgow                                                               | Scozia                                                                | 2 – 3                                                                 | Uruguay                                                               | Amichevole                                                            | 1                                                                     |                                                                       |
| 20-10-1962                                                            | Cardiff                                                               | Galles                                                                | 2 – 3                                                                 | Scozia                                                                | Torneo Interbritannico                                                | -                                                                     |                                                                       |
| 7-11-1962                                                             | Glasgow                                                               | Scozia                                                                | 5 – 1                                                                 | Irlanda del Nord                                                      | Torneo Interbritannico                                                | -                                                                     |                                                                       |
| 6-4-1963                                                              | Londra                                                                | Inghilterra                                                           | 1 – 2                                                                 | Scozia                                                                | Torneo Interbritannico                                                | 2                                                                     |                                                                       |
| 8-5-1963                                                              | Glasgow                                                               | Scozia                                                                | 4 – 1                                                                 | Austria                                                               | Amichevole                                                            | -                                                                     |                                                                       |
| 4-6-1963                                                              | Bergen                                                                | Norvegia                                                              | 4 – 3                                                                 | Scozia                                                                | Amichevole                                                            | -                                                                     |                                                                       |
| 9-6-1963                                                              | Dublino                                                               | Irlanda                                                               | 1 – 0                                                                 | Scozia                                                                | Amichevole                                                            | -                                                                     |                                                                       |
| 13-6-1963                                                             | Madrid                                                                | Spagna                                                                | 2 – 6                                                                 | Scozia                                                                | Amichevole                                                            | -                                                                     |                                                                       |
| 7-11-1963                                                             | Glasgow                                                               | Scozia                                                                | 6 – 1                                                                 | Norvegia                                                              | Amichevole                                                            | -                                                                     |                                                                       |
| 20-11-1963                                                            | Glasgow                                                               | Scozia                                                                | 2 – 1                                                                 | Galles                                                                | Torneo Interbritannico                                                | -                                                                     |                                                                       |
| 11-4-1964                                                             | Glasgow                                                               | Scozia                                                                | 1 – 0                                                                 | Inghilterra                                                           | Torneo Interbritannico                                                | -                                                                     |                                                                       |
| 12-5-1964                                                             | Hannover                                                              | Germania Ovest                                                        | 2 – 2                                                                 | Scozia                                                                | Amichevole                                                            | -                                                                     |                                                                       |
| 3-10-1964                                                             | Cardiff                                                               | Galles                                                                | 3 – 2                                                                 | Scozia                                                                | Torneo Interbritannico                                                | -                                                                     |                                                                       |
| 21-10-1964                                                            | Glasgow                                                               | Scozia                                                                | 3 – 1                                                                 | Finlandia                                                             | Qual. Mondiali 1966                                                   | -                                                                     |                                                                       |
| 25-9-1964                                                             | Glasgow                                                               | Scozia                                                                | 3 – 2                                                                 | Irlanda del Nord                                                      | Torneo Interbritannico                                                | -                                                                     |                                                                       |
| 2-10-1965                                                             | Belfast                                                               | Irlanda del Nord                                                      | 3 – 2                                                                 | Scozia                                                                | Torneo Interbritannico                                                | -                                                                     |                                                                       |
| 9-11-1965                                                             | Glasgow                                                               | Scozia                                                                | 1 – 0                                                                 | Italia                                                                | Qual. Mondiali 1966                                                   | -                                                                     |                                                                       |
| 24-11-1965                                                            | Glasgow                                                               | Scozia                                                                | 4 – 1                                                                 | Galles                                                                | Torneo Interbritannico                                                | -                                                                     |                                                                       |
| 2-4-1966                                                              | Glasgow                                                               | Scozia                                                                | 3 – 4                                                                 | Inghilterra                                                           | Torneo Interbritannico                                                | -                                                                     |                                                                       |
| 18-6-1966                                                             | Glasgow                                                               | Scozia                                                                | 0 – 1                                                                 | Portogallo                                                            | Amichevole                                                            | -                                                                     |                                                                       |
| 25-6-1966                                                             | Glasgow                                                               | Scozia                                                                | 1 – 1                                                                 | Brasile                                                               | Amichevole                                                            | -                                                                     |                                                                       |
| 22-10-1966                                                            | Cardiff                                                               | Galles                                                                | 1 – 1                                                                 | Scozia                                                                | Qual. Euro 1968                                                       | -                                                                     |                                                                       |
| 15-4-1967                                                             | Londra                                                                | Inghilterra                                                           | 2 – 3                                                                 | Scozia                                                                | Qual. Euro 1968                                                       | -                                                                     |                                                                       |
| 10-5-1967                                                             | Glasgow                                                               | Scozia                                                                | 0 – 2                                                                 | Unione Sovietica                                                      | Amichevole                                                            | -                                                                     |                                                                       |
| 22-11-1967                                                            | Glasgow                                                               | Scozia                                                                | 3 – 2                                                                 | Galles                                                                | Qual. Euro 1968                                                       | -                                                                     |                                                                       |
| Totale                                                                |                                                                       | Presenze                                                              | 34                                                                    |                                                                       | Reti                                                                  | 3                                                                     |                                                                       |

## Palmarès

### Club

#### Competizioni nazionali
- Campionato scozzese: 3

1960-1961, 1962-1963, 1963-1964
- Coppa di Scozia: 3

1961-1962, 1962-1963, 1963-1964
- Coppa di Lega scozzese: 4

1959-1960, 1960-1961, 1962-1963, 1963-1964